# هيستسي بيجل 2019
هيستسي بيجل 2019 هو سباق دراجات هوائية من فئة سباق يوم واحد، وهو الموسم رقم 12 من هيستسي بيجل، وأقيم في 22 يونيو 2019، وامتدّ لمسافة 194 كيلومتر ضمن سباقات طواف أوروبا للدراجات 2019، وشارك فيه 134 متسابقاً ووصل إلى نهايته 111 متسابقاً.
فاز بالمركز الأول ألفارو هودج، وبالمركز الثاني جاسبر فيليبسين، وبالمركز الثالث روري تاونسند ‏.

## الفرق
| فرق عالمية (3)- Deceuninck-Quick Step - Lotto Soudal - UAE Team Emirates فرق قارية محترفة (9)- أندروني جوكاتولي-سيدرمك 2019 ‏ - Cofidis, Solutions Crédits - Corendon-Circus - ريوال ريددينز 2019 ‏ - رومبوت تشارلز 2019 ‏ - سبورت فلاندرين بالويس 2019 ‏ - فيتال كونسبت 2019 ‏ - بنجوال باوليز ساوكس دبليو بي ‏ - Wanty-Groupe Gobert فرق قارية (7)- بيت سايكلنج ‏ - كانيون ايسبرج ‏ - Team Metalced ‏ - فريق دراباك كانونديل للتنمية الشاملة ‏ - إيفوبرو ريسينغ 2019 ‏ - SEG Racing Academy ‏ - سوبرانو هام ايزوريكس 2019 ‏ |  |
| |  |

## التصنيف العام النهائي
| التصنيف العام         | التصنيف العام         | التصنيف العام   | التصنيف العام   | التصنيف العام |
| العداء                | العداء                | البلد           | الفريق          | الوقت         |
| --------------------- | --------------------- | --------------- | --------------- | ------------- |
| 1                     | ألفارو هودج           | كولومبيا        | دكونيك كويك ستب | 4 س 19 د 45 ث |
| 2                     | جاسبر فيليبسين        | بلجيكا          | فريق الإمارات   | + 0 ث         |
| 3                     | روري تاونسند ‏         | جمهورية أيرلندا | كانيون ايسبرج ‏  | + 0 ث         |
| 4                     | يجف دي بوندت          | بلجيكا          | البيسين فينيكس  | + 0 ث         |
| 5                     | Guillaume Seye ‏       | بلجيكا          | بيت سايكلنج ‏    | + 0 ث         |
| 6                     | جيمي يانسون           | بلجيكا          | البيسين فينيكس  | + 0 ث         |
| 7                     | ناصر بوهاني           | فرنسا           | كوفيديس         | + 0 ث         |
| 8                     | Jan-Willem van Schip ‏ | هولندا          | رومبوت تشارلز ‏  | + 0 ث         |
| 9                     | دافيدي مارتينيلي      | إيطاليا         | دكونيك كويك ستب | + 3 ث         |
| 10                    | Kévin Reza ‏           | فرنسا           | فيتال كونسبت ‏   | + 3 ث         |
| مصدر: ProCyclingStats |                       |                 |                 |               |

## وصلات خارجية
- لمحة عن سباق هيستسي بيجل 2019 على موقع  ProCyclingStats   (برو  سايكلنج  ستاتس) - إحصاءات  محترفي  الدراجات.
- هيستسي بيجل 2019 على موقع إحصائيات الدراجات الإحترافية (الإنجليزية)